# Gláfkosz Klirídisz
Gláfkosz Joánnu Klirídisz (görög betűkkel: Γλαύκος Ιωάννου Κληρίδης; Nicosia, 1919. április 19. – Nicosia, 2013. november 15.) ciprusi görög-ciprióta politikus, a Ciprusi Köztársaság negyedik elnöke.

## Fiatalkora, politikai pályájának kezdete
Klirídisz egy ciprusi politikus és ügyvéd, Jánnisz Klirídisz legidősebb fiaként született Nicosiában. Iskoláit a fővárosban végezte, a Pangíprio Gimnásziónban érettségizett. A második világháború alatt a Brit Királyi Légierőnél teljesített szolgálatot. 1942-ben gépét lelőtték Németország fölött és hadifogságba került, ahonnan csak a háború végén szabadult ki. 1946-ban megnősült, házasságából egy lánya született.
A háború után jogot tanult a londoni King's College-ban, majd Cipruson jogi pályára lépett. A britek ellen, Ciprus önállóságáért küzdő EOKA tagja lett. Ebben az időben számos EOKA-tag jogi védelmét ellátta, illetve nevéhez fűződik egy a dosszié összeállítása, amelyben a Brit Birodalom ciprusi emberi jogsértéseit gyűjtötte össze.
Klirídisz részt vett a Ciprus függetlenségéről folytatott tárgyalásokon (így például az 1959-es London Konferencián), és a függetlenséghez vezető átmeneti időszak során (1959-1960) igazságügy miniszteri posztot töltött be. Ebben az időben az alkotmányról dönteni hivatott bizottság görög ciprióta delegációjának vezetője is volt.
1960 júliusában a választások során bekerült a megalakuló képviselőházba, amely első elnökévé választotta. Ezt a posztot egészen 1976. július 22-ig betöltötte.

## Szerepvállalása a ciprusi puccs idején
1974 július 15-én Görögországhoz hű katonatisztek puccsot hajtottak végre Cipruson, elűzték a törvényes elnököt, III. Makáriosz érseket, és helyére Níkosz Szampszónt ültették. A puccsra válaszul és a török kisebbséget fenyegető veszélyre hivatkozva Törökország lerohanta Ciprust és megszállta a sziget északi harmadát.
Nyolc nappal később a puccsisták megbuktak és Sampson távozni kényszerült. Klirídisz 1974 július 23-án az alkotmány rendelkezései szerint átvette az államelnöki funkciókat és Makáriosz december 7.-i visszatéréséig vezette az országot. Később az elnök és a képviselőház egyaránt köszönetet mondott Klirídisznek helytállásáért. Kritikusai ugyanakkor szemére vetik, hogy átmeneti elnöksége alatt a demokratikus jogok nem lettek teljesen helyreállítva.

## A DISY megalapítás és az elnöki mandátum
1976-ban Klirídisz hozta létre Ciprus egyik meghatározó jobboldali pártját, a Demokrata Tömörülést (Dimokratikósz Szinajermósz), amelynek jelöltjeként hat alkalommal indult a ciprusi elnökségért. 1993-ban és 1998-ban elnökké választották. 2003-ban azonban elvesztette a versenyt Tásszosz Papadópulosszal szemben.
Pályafutása vége felé népszerűségén csorbát ejtett, hogy elkötelezett támogatója volt a Ciprus egyesítésére kidolgozott Annan-tervnek, amit azonban egyes kitételei miatt a görög-ciprióták 65%-a elutasított a népszavazáson.